# Гуйттинен
Гу́йттинен (фин. Huittinen; у шведскоговорящих Ви́ттис (швед. Vittis, устар. Хвиттис, швед. Hvittis)) — город в провинции Сатакунта в губернии Западная Финляндия. Основан в 1865 году, статус города получил в 1977 году.

## Название
По правилам финско-русской транскрипции название города на русском языке должно быть Ху́йттинен; такое название используется, в частности, в Большой советской энциклопедии, а также в публикациях на русском языке, опубликованных финскими издательствами. Вместе с тем на картах, изданных Федеральной службой геодезии и картографии России, этот город обозначен как Гуйттинен. Кроме того, встречаются варианты Хюттинен и Хойттинен. Отступление от правил транскрипции обусловлено соблюдением так называемого «принципа благозвучия» — устранения в переводе иноязычных имён не свойственных русскому языку трудночитаемых звуко- и буквосочетаний и/или вариантов, вызывающих в языке перевода нежелательные ассоциации с лексикой сниженного регистра, включая вульгаризмы и бранные слова.

## История
В документах первый раз упоминается в 1366 году, хотя поселение существовало задолго до этого. Есть сведения, что люди жили в деревне Samppu ещё в железном веке. В месте, где сходятся границы Гуйттинена, Кёюлиё и Кумоса, стоит большой камень, упоминаемый уже в документе 1400 года как «вечный» пограничный знак.
Город был основан на берегу реки Лоймийоки в 1865 году. В 1972 году получил статус городского поселения, а в 1977 году — города. Численность населения составляет 10 700 человек (2010).

## Промышленность
В городе действует пищевой комбинат «Саариойнен».

## Образование
В пригороде на берегу реки расположен Западно-Финляндский колледж (фин. Länsi Suomen Opisto) — старейшее в Финляндии финоязычное учебное заведение, основанное 1 ноября 1892 года.

## Медицина
В городе находится медицинский центр. К его работе имелись серьёзные нарекания, в результате в 2011 году он получил официальное замечание о плохом уходе за пациентами.

## Достопримечательности
Церковь в Гуйттинене изначально была построена в средние века из камня, предположительно в 1500 году. Её особенностью является 34-х трубный орган, построенный в 1935 году.
Одной из достопримечательностей города является серия городских обнаженных скульптур: бегущая по улице «Дорис» и мужчина в телефонной будке. В городе имеется музей.

## Спорт
Из масштабных спортивных сооружений — плавательный бассейн, крытый каток с искусственным льдом.

## Известные уроженцы
- В городе родился Ристо Рюти — финский политический деятель, президент Финляндии в 1940—1944 годах.
- Леппянен, Лаури (1895—1977) — финский скульптор.

## Города-побратимы
| - Стенунгсунд, Швеция - Фредериксверк, Дания - Одда, Норвегия | - Кейла, Эстония - Хойерсверда, Германия |